# Ashmeadiella digiticauda
Ashmeadiella digiticauda là một loài Hymenoptera trong họ Megachilidae. Loài này được Cockerell mô tả khoa học năm 1924.